# Wahlrechtsreferendum im Vereinigten Königreich

Landesweite Ergebnisse des Referendums (rot=Ablehnung, grün=Zustimmung)

Am 5. Mai 2011 fand ein Wahlrechtsreferendum im Vereinigten Königreich, d. h. in England, Wales, Schottland und Nordirland, zu der Frage statt, ob das Wahlrecht im Sinne eines Rangfolgewahlrechts (alternative vote “AV”, Instant-Runoff-Voting) geändert werden solle. Führender Befürworter für die Wahlrechtsänderung waren die Liberaldemokraten unter Nick Clegg, deren Wahlkampfziel es gewesen war, ein Verhältniswahlrecht anstelle des bisherigen einfachen Mehrheitswahlrechts einzuführen. Nach der Parlamentswahl vom 6. Mai 2010 bildeten die Liberaldemokraten mit den Konservativen eine Koalitionsregierung. Da die Konservativen eine Beibehaltung des bisherigen Wahlrechts befürworteten, einigten sich die Koalitionspartner auf den Kompromiss, ein Referendum zu der Frage der Wahlrechtsänderung durchzuführen. Bei einer Wahlbeteiligung von 42,2 % lehnte eine Mehrheit von 67,9 % der Abstimmenden die zur Auswahl stehende Wahlrechtsänderung ab. Einzig in einigen Stadtbezirken von London, Edinburgh und Glasgow sowie in den beiden Universitätsstädten Oxford und Cambridge stieß die Gesetzesvorlage überwiegend auf Zustimmung.
Am selben Tag fanden auch Wahlen zum Parlament von Schottland und zur walisischen Nationalversammlung statt.

## Das britische Wahlrecht

Auswirkungen des einfachen Mehrheitswahlrechts bei der Unterhauswahl 2010: innerer Kreis = Wählerstimmen, äußerer Kreis = gewonnene Mandate

Im Vereinigten Königreich gilt das relative Mehrheitswahlrecht. Das Land ist in Wahlkreise mit etwa gleicher Bevölkerungszahl unterteilt. Bei der letzten Wahl entfielen auf England 533, auf Schottland 59, auf Wales 40 und auf Nordirland 18 Wahlkreise. In jedem Wahlkreis wird genau ein Kandidat für das Unterhaus in Westminster gewählt. Es gilt das Prinzip „first-past-the-post“, d. h. der Kandidat mit der einfachen Mehrheit im Wahlkreis gewinnt den Sitz im Parlament und die anderen Bewerber gehen leer aus. In Großbritannien wird die Politik wie in fast allen demokratischen Ländern der Welt aber nicht von Einzelkandidaten bestimmt, sondern wesentlich von politischen Parteien, denen die Kandidaten angehören. Unabhängige Kandidaturen sind zwar möglich, de facto werden aber fast nur Vertreter politischer Parteien ins Parlament gewählt. Bei dem bisherigen Wahlrecht sind große Parteien im Vorteil, da sie mit höherer Wahrscheinlichkeit eine relative Mehrheit im Wahlkreis erzielen können, als kleine. Das führte bei den bisherigen Wahlen immer zu erheblichen Stimmenverschiebungen wie sich auch bei der letzten Unterhauswahl zeigte. Traditionell profitierten vor allem die Konservativen und die Labour Party vom bisherigen Wahlrecht, während die Liberaldemokraten und kleinere Parteien wie z. B. die Grünen Parteien benachteiligt wurden.

## Politische Standpunkte der Parteien

Prinzip des Instant-Runoff- oder Alternative Voting (dt. Rangfolgewahlrecht), das im Referendum zur Abstimmung stand. Der Wähler nummeriert dabei die Kandidaten in der Reihenfolge seiner Präferenz.

Die Konservative Partei lehnte eine Wahlrechtsreform ab. Begründet wurde dies vor allem mit dem Umstand, dass sich das bisherige Wahlsystem lange bewährt habe, indem es stabile Mehrheiten im Parlament hervorgebracht habe. Politische Splitter- oder Interessengruppen hätten damit keine Chance, das politische Geschehen wesentlich und über Gebühr zu beeinflussen. Das bisherige Wahlrecht sei sehr transparent und den Wählern einfach verständlich zu machen. Möglichkeiten der Manipulation, etwa durch taktische Stimmenabgabe, seien damit auf ein Minimum begrenzt. Die vorgeschlagene Wahlrechtsänderung würde zu Kostensteigerungen führen (ein Argument, das von den Befürwortern allerdings bestritten wurde).
Auch die Labour Party profitierte sehr lange von dem bisher geltenden Wahlrecht. Während der Zeit der 1980er und Anfang der 1990er Jahre, als die Partei sich auf den Oppositionsbänken befand, gab es bei Labour Stimmen, die eine Wahlrechtsreform forderten. Die daraufhin von Labour eingerichtete Plant Commission empfahl in ihrem Abschlussbericht von 1993 die Einführung eines Supplementary-Vote-Systems, wie es damals nicht in Gebrauch war, heute aber beispielsweise bei den Bürgermeisterwahlen in England (z. B. des Mayor of London) verwendet wird. Dabei hat der Wähler zwei Stimmen, eine für seinen Kandidaten der ersten Wahl und eine für den Kandidaten seiner zweiten Wahl. Falls keiner der Kandidaten der ersten Wahl die absolute Mehrheit erzielt, werden die Stimmen zwischen den Kandidaten mit den meisten „Erststimmen“ erneut ausgezählt und zwar unter Hinzuziehung der „Zweitstimmen“. Der Kandidat mit den meisten Stimmen gewinnt. Umgesetzt wurde dieser Vorschlag nicht, da sich Labour bis 1997 noch in der Opposition befand. Das Labour-Manifest aus dem Wahljahr 1997 kündigte die Abhaltung eines Referendums zur Wahlrechtsreform zum eventuellen Übergang auf ein Verhältniswahlrecht an. Nach dem Gewinn der Unterhauswahlen 1997 setzte die neue Labour-Regierung Blair die Jenkins-Kommission ein. Diese Kommission unter dem Vorsitz des ehemaligen Labour-Ministers Roy Jenkins schlug im September 1998 die Einführung eines Alternative-Vote-Top-up-Wahlsystems vor. Dieses System ähnelte in einigen Aspekten dem deutschen Zweistimmen-Wahlrecht mit Erststimme für den Wahlkreiskandidaten und Zweitstimme für die Parteienliste. Mit der Erststimme hätte der Wähler außerdem die Möglichkeit, die Kandidaten nach Präferenz zu ordnen (also Platz 1, 2, 3, ....). Premierminister Blair zeigte sich der Einführung eines solchen Wahlrechts gegenüber aufgeschlossen, jedoch sprachen sich führende damalige Labour-Kabinettsmitglieder wie Home Secretary Jack Straw, Deputy Prime Minister John Prescott, Chancellor Gordon Brown und Margaret Beckett entschieden dagegen aus. Bezüglich des im Wahlkampf versprochenen Referendums blieb die Labour-Regierung untätig, obwohl in den Zeiten der Labour-Regierung in Schottland und Wales Regionalparlamente eingerichtet wurden, die nach einem Wahlrecht der übertragbaren Einzelstimmgebung (single transferable vote) gewählt wurden. Im Februar 2010 kündigte dann die Labour-Regierung unter Brown die Abhaltung eines Referendums über die Einführung eines Rangfolgewahlrechts (Instant-Runoff-Voting) an. Begründet wurde diese Initiative mit dem Vertrauensverlust der Wähler in die politische Klasse angesichts der Skandale um öffentlich finanzierte Politiker-Ausgaben 2009. Ein Gesetzesentwurf der Liberaldemokraten, das Referendum schon vor den anstehenden Parlamentswahlen über ein Wahlrecht mit übertragbarer Einzelstimmgebung abzuhalten, wurde mit 476 zu 69 Stimmen abgelehnt. Von Seiten der Konservativen und Liberaldemokraten wurde das kurz vor der Wahl eingebrachte Gesetz als ein taktisches Wahlkampfmanöver der Labour-Regierung bewertet.
Die Haltung von Labour zum jetzigen Referendum war gespalten. Die ehemalige Labour-Außenministerin Beckett war Vorsitzende der No-to-AV-Kampagne (Nein zu alternative voting). Ebenso sprachen sich die ehemaligen Labour-Minister Prescott, David Blunkett, John Reid und Charles Falconer gegen die Wahlrechtsreform aus, der neu gewählte Labour-Vorsitzende Ed Miliband unterstützte dagegen die Reformabsichten. Zu den prominenten Unterstützern der Wahlrechtsreform aus der Labour Party gehörten Ken Livingstone, Tony Benn, Peter Mandelson, Neil Kinnock und mehr als 50 Labour-Unterhausabgeordnete. Insgesamt sprachen sich die Labour-Abgeordneten aber mehrheitlich gegen die Wahlrechtsreform aus.
Die Liberaldemokraten befanden sich bis zur Wahl 2010 ununterbrochen in Opposition. Der landesweite Stimmenanteil ihrer Kandidaten betrug bei den Wahlen der Vergangenheit bis über 20 %. Im Parlament waren sie jedoch aufgrund des Wahlrechts nie mehr als mit 10 % der Sitze vertreten. Eine der zentralen Forderungen der Partei war daher von Anfang an die Reform des Wahlrechts.
Die folgende Tabelle zeigt die Haltung der größeren britischen Parteien zum Referendum:
| Politische Haltung zum Referendum                                              | Politische Haltung zum Referendum | Politische Haltung zum Referendum | Politische Haltung zum Referendum                                                                                                |
| Parteien                                                                       | Unterstützung (Einführung Rangfolgewahlrecht) | Keine eindeutige Haltung          | Ablehnung (Beibehaltung des bisherigen Wahlrechts)                                                                               |
| ------------------------------------------------------------------------------ | --- | --------------------------------- | --- |
| Parteien mit Abgeordneten im Unterhaus                                         | Liberal Democrats Scottish National Party Sinn Féin Plaid Cymru Social Democratic and Labour Party Green Party of England and Wales Alliance Party of Northern Ireland | Labour Party                      | Conservative Party Democratic Unionist Party                                                                                     |
| Parteien mit Abgeordneten im Europäischen Parlament oder Regionalversammlungen | UK Independence Party Scottish Green Party |                                   | British National Party Ulster Unionist Party Green Party in Northern Ireland                                                     |
| Kleinere Parteien                                                              | Liberal Party Mebyon Kernow English Democrats Christian Party Christian Peoples Alliance Pirate Party UK United Kingdom Libertarian Party                              | Socialist Party of Great Britain  | Traditional Unionist Voice Respect Communist Party of Britain Socialist Party of England and Wales Alliance for Workers’ Liberty |

## Vorgeschlagene Wahlrechtsänderung
Mit dem Referendum wurde die Einführung eines Rangfolgewahlrechts ("alternative vote") erfragt. Konkret hätte dies bedeutet, dass die Wähler weiterhin einen Kandidaten pro Wahlkreis hätten wählen sollen. Aber statt nur eine Stimme abzugeben hätten sie auf dem Stimmzettel ihre Kandidatenpräferenzen mit Zahlen nummerieren können (also 1 = Kandidat der ersten Wahl, 2 = Kandidat der zweiten Wahl etc.). Wenn bei den mit "1" markierten Kandidaten keiner die absolute Mehrheit erreicht hätte, wären die Kandidaten mit der geringsten Stimmenzahl eliminiert worden. Die entstehende Lücke auf den Stimmzetteln würde gefüllt werden, indem alle nachfolgenden Kandidaten eine Position aufrücken. Dieser Prozess wird so lange wiederholt, bis einer der Kandidaten auf Nr. 1 die Mehrheit der Stimmen erreicht hat und damit den Wahlkreis gewinnt. Dieses Wahlrecht hätte dann z. B. zur Folge, dass bei Fehlen einer absoluten Mehrheit auch der Kandidat gewinnen kann, der an zweiter Stelle liegt, wenn er beispielsweise von vielen Wählern, die ihn nicht gewählt haben, als zweitbeste Wahl angesehen wird.

## Britische Zeitungen
The Guardian, The Independent, der Daily Mirror, und die Financial Times unterstützten die Wahlrechtsreform. The Sun, die Daily Mail, The Times, der Daily Express und der Daily Telegraph sprachen sich dagegen aus. The Economist unterstützte das "Nein", sprach sich aber für zukünftige Reformen im Wahlrecht aus.

## Der Weg zum Referendum
Nach den Unterhauswahlen 2010 kam es zu einem sogenannten hung parliament, d. h. keine der gewählten Parteien verfügte über eine absolute Mehrheit. Daher kam es zur Bildung einer Koalitionsregierung aus Konservativen und Liberaldemokraten. In der Frage des Wahlrechts vertraten beide Koalitionspartner unterschiedliche Standpunkte. Die Konservativen wünschten die Beibehaltung des bisherigen Wahlrechts, während die Reform desselben ein essentieller Punkt im politischen Programm der Liberaldemokraten war. Schließlich einigte man sich auf die Abhaltung eines Referendums über diese Frage:

“The parties will bring forward a Referendum Bill on electoral reform, which includes provision for the introduction of the Alternative Vote in the event of a positive result in the referendum, as well as for the creation of fewer and more equal sized constituencies. Both parties will whip their Parliamentary Parties in both Houses to support a simple majority referendum on the Alternative Vote, without prejudice to the positions parties will take during such a referendum.”

„Die Parteien werden ein Gesetz zur Abhaltung eines Referendums über eine Wahlrechtsreform einbringen. Dieses soll im Falle einer Zustimmung zum Referendum die Einführung eines Rangfolgewahlrechts beinhalten und ebenso die Verringerung der Zahl der Wahlkreise und deren gleichmäßigere Abgrenzung. Beide Parteien werden ihre Fraktionen in beiden Parlamentshäusern dazu bringen, das einfache Mehrheits-Referendum über die Einführung eines Rangfolgewahlrechts unabhängig von den politischen Positionen, die die Parteien bei dem Referendum vertreten werden, zu unterstützen.“

Über den Zeitpunkt des Referendums gab es verschiedene Vorstellungen. Die Liberaldemokraten hätten es am liebsten möglichst bald nach der Bildung der Koalitionsregierung abgehalten. Von Seiten der Konservativen wurde der Zeitpunkt für das ungeliebte Referendum hinausgezögert. Man einigte sich auf den 5. Mai 2011, da an diesem Tag auch die Wahl zum schottischen Parlament, zur walisischen Nationalversammlung, zum nordirischen Regionalparlament und Kommunalwahlen in verschiedenen Gemeinden Großbritanniens abgehalten wurden. Durch die Abhaltung vieler Wahlen an einem Tag versprach man sich eine höhere Wahlbeteiligung und niedrigere Kosten für die Wahl. Insbesondere der letzte Punkt fiel angesichts der Finanzkrise und des massiven Haushaltsdefizits Großbritanniens ins Gewicht.
Die zunächst vorgeschlagene Frage lautete:

“Do you want the United Kingdom to adopt the “alternative vote” system instead of the current “first past the post” system for electing Members of Parliament to the House of Commons?”

„Möchten Sie, dass im Vereinigten Königreich das alternative Wahlsystem anstelle des bisherigen “first past the post”-Systems bei der Wahl von Mitgliedern des Unterhauses eingeführt werden soll?“

Diese Wortwahl wurde durch die Electoral Commission (Wahlkommission) kritisiert, da die Frage möglicherweise insbesondere für Personen mit geringer Bildung und Leseschwierigkeiten nicht verständlich genug formuliert sei. Daraufhin wurde die Formulierung entsprechend den Vorschlägen der Electoral Commission geändert. Am 7. September 2010 wurde die Gesetzesvorlage vom Unterhaus in erster Lesung mit einer Mehrheit von 328 zu 269 Stimmen angenommen. Eine durch das Oberhausmitglied Lord Rooker im Oberhaus eingebrachte Gesetzesnovelle sah vor, dass das Referendum nur dann Gültigkeit haben solle, wenn die Wahlbeteiligung mehr als 40 % betrüge:

“[…] If less than 40% of the electorate vote in the referendum, the result shall not be binding.”

„[…] Wenn die Wahlbeteiligung unter 40 %  liegt, ist das Wahlergebnis nicht bindend.“

Diese Novelle wurde sehr knapp vom Oberhaus mit 219:218 Stimmen angenommen, jedoch nach einigem Hin- und Her zwischen Ober- und Unterhaus schließlich im Unterhaus abgelehnt. Nach einigen weiteren Debatten wurde am 17. Februar 2011 das Gesetz über das Referendum endgültig verabschiedet. Die den Wählern vorgelegte Frage lautete:

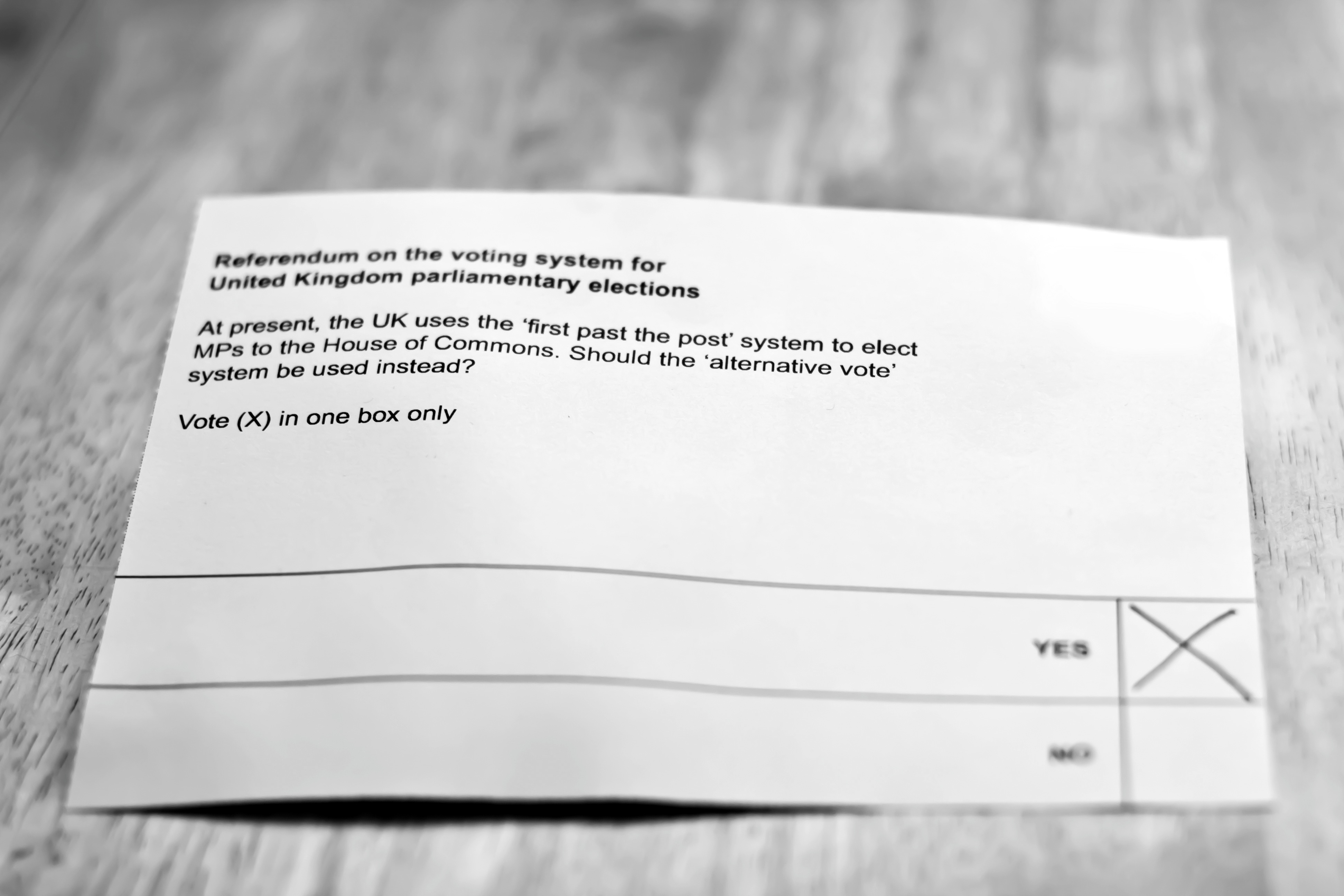
Stimmzettel

“At present, the UK uses the “first past the post” system to elect MPs to the House of Commons. Should the “alternative vote” system be used instead?”

„Gegenwärtig wird im Vereinigten Königreich das “first past the post”-System bei der Wahl der Unterhausabgeordneten verwendet. Soll stattdessen das “alternative vote”-System eingeführt werden?“

In Wales wurde die Frage auf dem Stimmzettel auch in walisischer Sprache formuliert:

„Ar hyn o bryd, mae’r DU yn defnyddio’r system “y cyntaf i’r felin” i ethol ASau i Dŷ’r Cyffredin. A ddylid defnyddio’r system “pleidlais amgen” yn lle hynny?“

## Ergebnisse
Die vorgeschlagene Wahlrechtsreform wurde von den Abstimmenden mit klarer Mehrheit abgelehnt. In allen Regionen Englands, in Schottland, Wales und in Nordirland ergab sich eine eindeutige Mehrheit für die Reformgegner.

### Landesweite Ergebnisse
| Antwort                           | Stimmen    | %        |
| --------------------------------- | ---------- | -------- |
| Ja                                | 6.152.607  | 32,10 %  |
| Nein                              | 13.013.123 | 67,90 %  |
| Gesamt (Wahlbeteiligung: 42,20 %) | 19.165.730 | 100,00 % |

### Ergebnisse nach Regionen
| Region                   | Wahlbeteiligung (%) | "Nein"-Stimmen | "Ja"-Stimmen | Nein (%) | Ja (%) |
| ------------------------ | ------------------- | -------------- | ------------ | -------- | ------ |
| East Midlands            | 42,77               | 963.196        | 370.872      | 72,20    | 27,80  |
| East of England          | 43,15               | 1.298.004      | 530.140      | 71,00    | 29,00  |
| London                   | 35,37               | 1.123.480      | 734.427      | 60,47    | 39,53  |
| North East England       | 38,73               | 546.138        | 212.951      | 71,95    | 28,05  |
| North West England       | 39,10               | 1.416.201      | 613.249      | 69,78    | 30,22  |
| Nordirland               | 55,79               | 372.706        | 289.088      | 56,32    | 43,68  |
| Schottland               | 50,74               | 1.249.375      | 713.813      | 63,64    | 36,36  |
| South East England       | 44,31               | 1.951.793      | 823.793      | 70,32    | 29,68  |
| South West England       | 44,6                | 1.225.305      | 564.541      | 68,46    | 31,54  |
| Wales                    | 41,74               | 616.307        | 325.349      | 65,45    | 34,55  |
| West Midlands            | 39,82               | 1.157.772      | 461.847      | 71,48    | 28,52  |
| Yorkshire and the Humber | 39,9                | 1.042.178      | 474.532      | 68,71    | 31,29  |

### Ergebnisse in England
Von den 326 Distrikten Englands stimmten 8 für die Wahlrechtsreform. Darunter befanden sich die Universitätsstädte Oxford und Cambridge sowie mehrere Londoner Boroughs.
| Landesteil | Wahlbeteiligung (%) | "Nein"-Stimmen | "Ja"-Stimmen | Nein (%) | Ja (%) |
| ---------- | ------------------- | -------------- | ------------ | -------- | ------ |
| England    | ?                   | 10.724.067     | 4.786.352    | 69,14    | 30,86  |

#### East Midlands
| Region        | Wahlbeteiligung (%) | "Nein"-Stimmen | "Ja"-Stimmen | Nein (%) | Ja (%) |
| ------------- | ------------------- | -------------- | ------------ | -------- | ------ |
| East Midlands | 42,77               | 963.196        | 370.872      | 72,20    | 27,80  |

Ergebnisse in den East Midlands:
50%−65% Nein
>65% Nein

Die Region East Midlands ist in 40 Districts unterteilt.
| District                  | Wahlbeteiligung (%) | "Nein"-Stimmen | "Ja"-Stimmen | Nein (%) | Ja (%) |
| ------------------------- | ------------------- | -------------- | ------------ | -------- | ------ |
| Amber Valley              | 43,86               | 29.745         | 12.432       | 70,52    | 29,48  |
| Ashfield                  | 38,87               | 25.693         | 9.149        | 73,74    | 26,26  |
| Bassetlaw                 | 41,72               | 26.441         | 8.757        | 75,12    | 24,88  |
| Blaby                     | 41,97               | 22.388         | 7.862        | 74,01    | 25,99  |
| Bolsover                  | 39,76               | 16.815         | 5.890        | 74,06    | 25,94  |
| Boston                    | 39,58               | 13.337         | 3.958        | 77,11    | 22,89  |
| Broxtowe                  | 48,36               | 27.840         | 12.703       | 68,67    | 31,33  |
| Charnwood                 | 42,52               | 28.902         | 16.114       | 70,71    | 29,29  |
| Chesterfield              | 42,87               | 24.190         | 10.335       | 70,07    | 29,93  |
| Corby                     | 43,01               | 12.933         | 5.078        | 71,81    | 28,19  |
| Daventry                  | 45,95               | 20.305         | 6.699        | 75,19    | 24,81  |
| Derby                     | 39,50               | 47.622         | 20.502       | 69,90    | 30,10  |
| Derbyshire Dales          | 52,22               | 20.893         | 8.795        | 70,38    | 29,62  |
| East Lindsey              | 42,60               | 34.045         | 10.571       | 76,31    | 23,69  |
| East Northamptonshire     | 43,85               | 21.596         | 6.935        | 75,69    | 24,31  |
| Erewash                   | 43,04               | 26.863         | 9.255        | 74,38    | 25,62  |
| Gedling                   | 44,90               | 27.745         | 11.089       | 71,45    | 28,55  |
| High Peak                 | 44,40               | 21.569         | 10.443       | 67,38    | 32,62  |
| Harborough                | 48,23               | 23.577         | 8.156        | 74,30    | 25,70  |
| Hinckley and Bosworth     | 44,10               | 26.771         | 9.642        | 73,52    | 26,48  |
| Kettering                 | 42,90               | 22.174         | 7.500        | 74,73    | 25,27  |
| Leicester                 | 41,79               | 50.678         | 38.005       | 57,15    | 42,85  |
| Lincoln                   | 36,68               | 16.099         | 6.951        | 69,84    | 30,16  |
| Mansfield                 | 38,09               | 21.610         | 8.474        | 71,83    | 28,17  |
| Melton                    | 44,69               | 12.563         | 4.590        | 73,24    | 26,76  |
| Newark and Sherwood       | 45,05               | 27.621         | 10.211       | 73,01    | 26,99  |
| North East Derbyshire     | 42,82               | 24.576         | 8.624        | 74,02    | 25,98  |
| Northampton               | 39,68               | 41.065         | 17.651       | 69,94    | 30,06  |
| North Kesteven            | 42,95               | 27.397         | 7.926        | 77,56    | 22,44  |
| North West Leicestershire | 45,46               | 24.780         | 7.575        | 76,59    | 23,41  |
| Nottingham                | 35,76               | 42.853         | 25.564       | 62,64    | 37,36  |
| Oadby and Wigston         | 43,25               | 13.523         | 5.600        | 70,72    | 29,28  |
| Rushcliffe                | 51,80               | 29.739         | 14.083       | 67,86    | 32,14  |
| Rutland                   | 49,27               | 10.048         | 3.809        | 72,51    | 27,49  |
| South Derbyshire          | 43,57               | 23.323         | 7.463        | 75,76    | 24,24  |
| South Holland             | 39,83               | 20.542         | 5.603        | 78,57    | 21,43  |
| South Kesteven            | 42,63               | 32.217         | 11.247       | 74,12    | 25,88  |
| South Northamptonshire    | 48,01               | 22.860         | 9.064        | 71,61    | 28,39  |
| Wellingborough            | 45,70               | 18.044         | 6.349        | 73,97    | 26,03  |
| West Lindsey              | 43,70               | 22.882         | 8.223        | 73,56    | 26,44  |

#### East of England
| Region          | Wahlbeteiligung (%) | "Nein"-Stimmen | "Ja"-Stimmen | Nein (%) | Ja (%) |
| --------------- | ------------------- | -------------- | ------------ | -------- | ------ |
| East of England | 43,1                | 1.298.004      | 530.140      | 71,00    | 29,00  |

Ergebnisse in Ost-England:
Ja
50%−65% Nein
>65% Nein

Die Region East of England (Ost-England) ist in 47 Districts unterteilt.
| District                     | Wahlbeteiligung (%) | "Nein"-Stimmen | "Ja"-Stimmen | Nein (%) | Ja (%) |
| ---------------------------- | ------------------- | -------------- | ------------ | -------- | ------ |
| Babergh                      | 43,46               | 20.332         | 9.696        | 67,71    | 32,29  |
| Basildon                     | 35,11               | 34.097         | 10.461       | 76,52    | 23,48  |
| Bedford                      | 47,04               | 36.421         | 16.184       | 69,23    | 30,77  |
| Braintree                    | 42,96               | 34.788         | 11.501       | 75,15    | 24,85  |
| Breckland                    | 42,33               | 29.920         | 9.793        | 75,34    | 24,66  |
| Brentwood                    | 46,29               | 19.381         | 6.177        | 75,83    | 24,17  |
| Broadland                    | 46,88               | 32.607         | 12.073       | 72,98    | 27,02  |
| Broxbourne                   | 36,33               | 19.386         | 4.988        | 79,54    | 20,46  |
| Cambridge                    | 48,43               | 17.871         | 21.253       | 45,68    | 54,32  |
| Castle Point                 | 41,38               | 21.012         | 5.348        | 79,71    | 20,29  |
| Central Bedfordshire         | 42,02               | 58.496         | 21.774       | 72,87    | 27,13  |
| Chelmsford                   | 44,42               | 39.829         | 15.934       | 71,43    | 28,57  |
| Colchester                   | 42,11               | 34.293         | 17.809       | 65,82    | 34,18  |
| Dacorum                      | 44,96               | 33.295         | 14.438       | 69,75    | 30,25  |
| East Cambridgeshire          | 43,93               | 18.365         | 8.262        | 68,97    | 31,03  |
| East Hertfordshire           | 45,24               | 33.478         | 12.716       | 72,47    | 27,53  |
| Epping Forest                | 38,39               | 28.240         | 8.533        | 76,80    | 23,20  |
| Fenland                      | 38,83               | 21.087         | 6.336        | 76,90    | 23,10  |
| Forest Heath                 | 37,71               | 10.757         | 3.327        | 76,38    | 23,62  |
| Great Yarmouth               | 36,58               | 19.207         | 6.325        | 75,23    | 24,77  |
| Harlow                       | 37,36               | 16.226         | 5.823        | 73,59    | 26,41  |
| Hertsmere                    | 39,95               | 22.005         | 6.772        | 76,47    | 23,53  |
| Huntingdonshire              | 44,45               | 38.725         | 15.145       | 71,89    | 28,11  |
| Ipswich                      | 39,24               | 25.195         | 10.859       | 69,88    | 30,12  |
| King’s Lynn and West Norfolk | 42,58               | 35.996         | 11.652       | 75,55    | 24,45  |
| Luton                        | 39,45               | 34.980         | 16.002       | 68,61    | 31,39  |
| Maldon                       | 43,20               | 15.735         | 4.987        | 75,93    | 24,07  |
| Mid Suffolk                  | 47,95               | 25.828         | 10.177       | 71,73    | 28,27  |
| North Hertfordshire          | 45,94               | 30.410         | 13.592       | 69,11    | 30,89  |
| North Norfolk                | 50,09               | 28.555         | 11.799       | 70,76    | 29,24  |
| Norwich                      | 40,88               | 21.582         | 18.231       | 54,52    | 45,48  |
| Peterborough                 | 41,18               | 32.878         | 15.534       | 67,91    | 32,09  |
| Rochford                     | 40,89               | 20.931         | 5.542        | 79,07    | 20,93  |
| South Cambridgeshire         | 49,29               | 34.594         | 18.351       | 65,34    | 34,66  |
| Southend-on-Sea              | 38,33               | 34.365         | 13.488       | 71,81    | 28,19  |
| South Norfolk                | 47,23               | 32.400         | 13.332       | 70,85    | 29,15  |
| St Albans                    | 51,90               | 33.443         | 18.934       | 63,85    | 36,15  |
| St Edmundsbury               | 42,68               | 24.607         | 9.789        | 71,54    | 28,46  |
| Stevenage                    | 41,64               | 17.927         | 7.311        | 71,03    | 28,97  |
| Suffolk Coastal              | 49,77               | 33.524         | 13.452       | 71,36    | 28,64  |
| Tendring                     | 43,89               | 33.363         | 13.627       | 71,00    | 29,00  |
| Three Rivers                 | 44,14               | 20.779         | 7.985        | 72,24    | 27,76  |
| Thurrock                     | 34,59               | 28.284         | 9.307        | 75,24    | 24,76  |
| Uttlesford                   | 49,19               | 21.595         | 7.624        | 73,91    | 26,09  |
| Watford                      | 41,69               | 16.814         | 9.259        | 64,49    | 35,51  |
| Waveney                      | 43,11               | 28.162         | 10.035       | 73,73    | 26,27  |
| Welwyn Hatfield              | 42,74               | 23.482         | 8.876        | 72,57    | 27,43  |

#### London
| Region | Wahlbeteiligung (%) | "Nein"-Stimmen | "Ja"-Stimmen | Nein (%) | Ja (%) |
| ------ | ------------------- | -------------- | ------------ | -------- | ------ |
| London | 35,37               | 1.123.480      | 734.427      | 60,47    | 39,53  |

Ergebnisse in London:
Ja
50%−65% Nein
>65% Nein

Die Region Greater London ist in 33 Districts aufgeteilt.
| District               | Wahlbeteiligung (%) | "Nein"-Stimmen | "Ja"-Stimmen | Nein (%) | Ja (%) |
| ---------------------- | ------------------- | -------------- | ------------ | -------- | ------ |
| Barking and Dagenham   | 27,77               | 22.338         | 9.436        | 70,30    | 29,70  |
| Barnet                 | 38,91               | 55.451         | 30.153       | 64,78    | 35,22  |
| Bexley                 | 37,48               | 48.630         | 14.929       | 76,51    | 23,49  |
| Brent                  | 29,68               | 30.941         | 25.551       | 54,77    | 45,23  |
| Bromley                | 41,28               | 67.671         | 27.286       | 71,26    | 28,74  |
| Camden                 | 37,41               | 24.845         | 26.275       | 48,60    | 51,40  |
| City of London         | 42,65               | 1.384          | 1.196        | 53,64    | 46,36  |
| City of Westminster    | 31,53               | 24.805         | 15.279       | 61,88    | 38,12  |
| Croydon                | 35,90               | 58.475         | 28.789       | 67,01    | 32,99  |
| Ealing                 | 36,21               | 42.565         | 32.445       | 56,75    | 43,25  |
| Enfield                | 35,43               | 45.721         | 23.521       | 66,03    | 33,97  |
| Greenwich              | 33,26               | 32.039         | 20.618       | 60,84    | 39,16  |
| Hackney                | 34,23               | 20.064         | 30.969       | 39,32    | 60,68  |
| Haringey               | 35,70               | 23.223         | 30.310       | 43,38    | 56,62  |
| Harrow                 | 37,94               | 40.993         | 20.990       | 66,14    | 33,86  |
| Hammersmith and Fulham | 37,85               | 24.380         | 16.889       | 59,08    | 40,92  |
| Havering               | 35,92               | 49.691         | 14.592       | 77,30    | 22,70  |
| Hillingdon             | 34,10               | 45.535         | 18.888       | 70,68    | 29,32  |
| Hounslow               | 32,83               | 32.550         | 20.953       | 60,84    | 39,16  |
| Islington              | 35,80               | 20.851         | 27.553       | 43,08    | 56,92  |
| Kensington and Chelsea | 34,40               | 20.332         | 9.696        | 67,71    | 32,29  |
| Kingston upon Thames   | 42,81               | 27.945         | 18.230       | 60,52    | 39,48  |
| Lambeth                | 33,16               | 28.758         | 34.712       | 45,31    | 54,69  |
| Lewisham               | 33,20               | 28.929         | 28.184       | 50,65    | 49,35  |
| Merton                 | 39,83               | 33.573         | 18.375       | 64,63    | 35,37  |
| Newham                 | 27,16               | 27.169         | 21.085       | 56,30    | 43,70  |
| Redbridge              | 32,92               | 42.717         | 20.524       | 67,55    | 32,45  |
| Richmond upon Thames   | 47,15               | 35.768         | 24.796       | 59,06    | 40,94  |
| Southwark              | 34,43               | 29.304         | 32.695       | 47,27    | 52,73  |
| Sutton                 | 38,90               | 35.003         | 16.930       | 67,40    | 32,60  |
| Tower Hamlets          | 28,86               | 23.975         | 20.286       | 54,17    | 45,83  |
| Waltham Forest         | 33,83               | 31.118         | 22.140       | 58,43    | 41,57  |
| Wandsworth             | 37,07               | 46.737         | 30.152       | 60,79    | 39,21  |

#### North East England
| Region             | Wahlbeteiligung (%) | "Nein"-Stimmen | "Ja"-Stimmen | Nein (%) | Ja (%) |
| ------------------ | ------------------- | -------------- | ------------ | -------- | ------ |
| North East England | 38,73               | 546.138        | 212.951      | 71,95    | 28,05  |

Ergebnisse in Nordost-England:
50%−65% Nein
>65% Nein

Die Region North East England (Nordost-England) ist in 12 Districts unterteilt.
| District             | Wahlbeteiligung (%) | "Nein"-Stimmen | "Ja"-Stimmen | Nein (%) | Ja (%) |
| -------------------- | ------------------- | -------------- | ------------ | -------- | ------ |
| Darlington           | 41,47               | 23.096         | 9.134        | 71,66    | 28,34  |
| Durham               | 34,95               | 100.203        | 40.435       | 71,25    | 28,75  |
| Gateshead            | 41,28               | 44.366         | 16.214       | 73,24    | 26,76  |
| Hartlepool           | 31,45               | 16.685         | 4.998        | 76,95    | 23,05  |
| Middlesbrough        | 35,69               | 25.721         | 10.416       | 71,18    | 28,82  |
| Newcastle upon Tyne  | 40,93               | 51.484         | 28.766       | 64,15    | 35,85  |
| North Tyneside       | 41,82               | 48.078         | 16.296       | 74,69    | 25,31  |
| Northumberland       | 40,78               | 72.500         | 27.252       | 72,68    | 27,32  |
| Redcar and Cleveland | 41,41               | 31.859         | 11.554       | 73,39    | 26,61  |
| South Tyneside       | 39,13               | 31.991         | 12.533       | 71,85    | 28,15  |
| Stockton-on-Tees     | 38,71               | 40.763         | 13.877       | 74,60    | 25,40  |
| Sunderland           | 37,64               | 59.392         | 21.476       | 73,44    | 26,56  |

#### North West England
| Region             | Wahlbeteiligung (%) | "Nein"-Stimmen | "Ja"-Stimmen | Nein (%) | Ja (%) |
| ------------------ | ------------------- | -------------- | ------------ | -------- | ------ |
| North West England | 39,10               | 1.416.201      | 613.249      | 69,78    | 30,22  |

Ergebnisse in Nordwest-England:
50%−65% Nein
>65% Nein

Die Region North West England (Nordwest-England) ist in 39 Districts unterteilt.
| District                  | Wahlbeteiligung (%) | "Nein"-Stimmen | "Ja"-Stimmen | Nein (%) | Ja (%) |
| ------------------------- | ------------------- | -------------- | ------------ | -------- | ------ |
| Allerdale                 | 45,25               | 24.533         | 8,354        | 74,60    | 25,40  |
| Barrow-in-Furness         | 36,00               | 14.383         | 4.561        | 75,92    | 24,08  |
| Blackburn with Darwen     | 43,26               | 29.787         | 11.393       | 72,33    | 27,67  |
| Blackpool                 | 36,88               | 30.343         | 10.544       | 74,21    | 25,79  |
| Bolton                    | 38,09               | 53.037         | 20.825       | 71,81    | 28,19  |
| Burnley                   | 38,84               | 18.822         | 7.037        | 72,79    | 27,21  |
| Bury                      | 40,28               | 41.878         | 15.625       | 72,83    | 27,17  |
| Carlisle                  | 39,72               | 22.611         | 10.202       | 68,91    | 31,09  |
| Cheshire East             | 43,04               | 88.669         | 33.241       | 72,73    | 27,27  |
| Cheshire West and Chester | 43,11               | 78.450         | 30.322       | 72,12    | 27,88  |
| Chorley                   | 42,39               | 25.119         | 8.598        | 74,50    | 25,50  |
| Copeland                  | 41,07               | 16.907         | 5,628        | 75,03    | 24,97  |
| Eden                      | 45,07               | 13.302         | 5.342        | 71,35    | 28,65  |
| Fylde                     | 44,62               | 20.727         | 6.413        | 76,37    | 23,63  |
| Halton                    | 34,18               | 22.432         | 8.763        | 71,91    | 28,09  |
| Hyndburn                  | 40,35               | 17.891         | 6,167        | 74,37    | 25,63  |
| Knowsley                  | 33,05               | 24.859         | 11.343       | 68,67    | 31,33  |
| Lancaster                 | 39,09               | 28.555         | 13.504       | 67,89    | 32,11  |
| Liverpool                 | 35,92               | 71.739         | 41.035       | 63,61    | 36,39  |
| Manchester                | 32,04               | 60.495         | 48.442       | 55,53    | 44,47  |
| Oldham                    | 38,60               | 42.623         | 17.076       | 71,40    | 28,60  |
| Pendle                    | 43,69               | 21.565         | 7.077        | 75,29    | 24,71  |
| Preston                   | 38,44               | 25.218         | 11.413       | 68,84    | 31,16  |
| Ribble Valley             | 44,93               | 15.138         | 4.982        | 75,24    | 24,76  |
| Rochdale                  | 36,30               | 40.146         | 16.390       | 71,01    | 28,99  |
| Rossendale                | 38,17               | 14.480         | 5.361        | 72,98    | 27,02  |
| Salford                   | 33,15               | 37.373         | 16.601       | 69,24    | 30,76  |
| Sefton                    | 39,22               | 57.289         | 23.925       | 70,54    | 29,46  |
| South Lakeland            | 50,28               | 27.781         | 13.412       | 67,44    | 32,56  |
| South Ribble              | 40,16               | 25.582         | 8.845        | 74,31    | 25,69  |
| St Helens                 | 37,96               | 36.753         | 14.682       | 71,46    | 28,54  |
| Stockport                 | 41,64               | 59.937         | 29.930       | 66,70    | 33,30  |
| Tameside                  | 36,00               | 43.187         | 16.516       | 72,34    | 27,66  |
| Trafford                  | 42,73               | 48.602         | 22.687       | 68,18    | 31,82  |
| Warrington                | 39,39               | 40.442         | 19.134       | 67,88    | 32,12  |
| West Lancashire           | 39,83               | 24.804         | 9.288        | 72,76    | 27,24  |
| Wigan                     | 33,55               | 48.793         | 31.201       | 61,00    | 39,00  |
| Wirral                    | 43,16               | 73.120         | 28.627       | 71,86    | 28,14  |
| Wyre                      | 44,26               | 28.829         | 8.763        | 76,69    | 23,31  |

#### South East England
| Region             | Wahlbeteiligung (%) | "Nein"-Stimmen | "Ja"-Stimmen | Nein (%) | Ja (%) |
| ------------------ | ------------------- | -------------- | ------------ | -------- | ------ |
| South East England | 44,31               | 1.951.793      | 823.793      | 70,32    | 29,68  |

Ergebnisse in Südost-England:
Ja
50%−65% Nein
>65% Nein

Die Region South East England (Südwest-England) ist in 67 Districts unterteilt.
| District               | Wahlbeteiligung (%) | "Nein"-Stimmen | "Ja"-Stimmen | Nein (%) | Ja (%) |
| ---------------------- | ------------------- | -------------- | ------------ | -------- | ------ |
| Adur                   | 39,84               | 13.412         | 5.357        | 71,46    | 28,54  |
| Arun                   | 44,70               | 37.536         | 11.729       | 76,19    | 23,81  |
| Ashford                | 45,02               | 28.132         | 10.349       | 73,11    | 26,89  |
| Aylesbury Vale         | 45,74               | 41.096         | 17.777       | 69,80    | 30,20  |
| Basingstoke and Deane  | 43,60               | 38.681         | 14.837       | 72,28    | 27,72  |
| Bracknell Forest       | 41,20               | 24.001         | 9,677        | 71,27    | 28,73  |
| Brighton and Hove      | 45,18               | 44,198         | 43.948       | 50,14    | 49,86  |
| Canterbury             | 44,43               | 30.759         | 15.398       | 66,64    | 33,36  |
| Cherwell               | 43,53               | 30.925         | 12.944       | 70,49    | 29,51  |
| Chichester             | 46,44               | 30.549         | 10.856       | 73,78    | 26,22  |
| Chiltern               | 51,67               | 27.331         | 8.933        | 75,37    | 24,63  |
| Crawley                | 39,41               | 20.275         | 7.993        | 71,72    | 28,28  |
| Dartford               | 41,43               | 21.397         | 7.256        | 74,68    | 25,32  |
| Dover                  | 45,23               | 27.386         | 9.897        | 73,45    | 26,55  |
| Eastbourne             | 44,63               | 21.920         | 9.565        | 69,62    | 30,38  |
| East Hampshire         | 48,30               | 31.550         | 11.259       | 73,70    | 26,30  |
| Eastleigh              | 44,05               | 28.644         | 12.796       | 69,12    | 30,88  |
| Elmbridge              | 43,92               | 30.930         | 11.200       | 73,42    | 26,58  |
| Epsom and Ewell        | 46,11               | 177.741        | 7.240        | 71,02    | 28,98  |
| Fareham                | 45,36               | 29.874         | 9.825        | 75,25    | 24,75  |
| Gosport                | 37,71               | 17.546         | 5.321        | 76,73    | 23,27  |
| Gravesham              | 43,59               | 22.023         | 8.266        | 72,71    | 27,29  |
| Guildford              | 48,37               | 33.351         | 14.982       | 69,00    | 31,00  |
| Hart                   | 46,56               | 21.873         | 9.817        | 69,02    | 30,98  |
| Hastings               | 36,78               | 15.277         | 7.349        | 67,52    | 32,48  |
| Havant                 | 38,91               | 27.614         | 8.241        | 77,02    | 22,98  |
| Horsham                | 47,94               | 33.878         | 15.039       | 69,26    | 30,74  |
| Isle of Wight          | 40,07               | 32.841         | 11.311       | 74,38    | 25,62  |
| Lewes                  | 49,18               | 23.738         | 12.531       | 65,45    | 34,55  |
| Maidstone              | 42,39               | 35.133         | 12.214       | 74,19    | 25,81  |
| Medway                 | 39,76               | 54.540         | 18.817       | 74,35    | 25,65  |
| Mid Sussex             | 47,88               | 33.704         | 15.659       | 68,28    | 31,72  |
| Milton Keynes          | 41,23               | 46.646         | 21.773       | 68,18    | 31,82  |
| Mole Valley            | 53,02               | 24.748         | 9.541        | 72,17    | 27,83  |
| New Forest             | 44,78               | 47.732         | 16.135       | 74,74    | 25,26  |
| Oxford                 | 37,90               | 18.395         | 21.693       | 45,89    | 54,11  |
| Portsmouth             | 35,96               | 34.490         | 16.577       | 67,54    | 34,46  |
| Reading                | 41,20               | 27.571         | 17.605       | 61,03    | 38,97  |
| Reigate and Banstead   | 43,25               | 30.827         | 11.891       | 72,16    | 27,84  |
| Rother                 | 48,24               | 25.167         | 8.718        | 74,27    | 25,73  |
| Runnymede              | 39,88               | 16.901         | 6.297        | 72,86    | 27,14  |
| Rushmoor               | 38,98               | 17.596         | 7.417        | 70,35    | 29,65  |
| Sevenoaks              | 46,32               | 29.850         | 9.849        | 75,19    | 24,81  |
| Shepway                | 42,03               | 24.342         | 8.920        | 73,18    | 26,82  |
| Slough                 | 37,61               | 19.397         | 11.956       | 61,87    | 38,13  |
| South Bucks            | 42,86               | 16.503         | 5.001        | 76,74    | 23,26  |
| South Oxfordshire      | 48,61               | 33.565         | 14.776       | 69,43    | 30,57  |
| Southampton            | 38,06               | 39.257         | 23.062       | 62,99    | 37,01  |
| Spelthorne             | 42,07               | 21.873         | 7.687        | 74,00    | 26,00  |
| Surrey Heath           | 45,91               | 21.725         | 7.116        | 75,33    | 24,67  |
| Swale                  | 40,72               | 28.948         | 9.634        | 75,03    | 24,97  |
| Tandridge              | 47,63               | 20.572         | 8.286        | 71,29    | 28,71  |
| Test Valley            | 48,10               | 29.296         | 13.862       | 67,88    | 32,12  |
| Thanet                 | 42,17               | 28.613         | 10.168       | 73,78    | 26,22  |
| Tonbridge and Malling  | 45,07               | 29.700         | 9.880        | 75,04    | 24,96  |
| Tunbridge Wells        | 46,01               | 25.469         | 10.892       | 70,04    | 29,96  |
| Vale of White Horse    | 49,16               | 30.507         | 14.737       | 67,43    | 32,57  |
| Waverley               | 51,76               | 33.723         | 12.718       | 72,61    | 27,39  |
| Wealden                | 47,97               | 40.667         | 14.275       | 74,02    | 25,98  |
| West Berkshire         | 48,69               | 39.235         | 15.637       | 71,50    | 28,50  |
| West Oxfordshire       | 48,25               | 26.739         | 10.766       | 71,29    | 28,71  |
| Winchester             | 54,04               | 32.857         | 15.005       | 68,65    | 31,35  |
| Windsor and Maidenhead | 48,52               | 35.835         | 12.767       | 73,73    | 26,27  |
| Woking                 | 49,10               | 23.391         | 10.424       | 69,17    | 30,83  |
| Wokingham              | 47,32               | 39.232         | 15.968       | 71,07    | 28,93  |
| Worthing               | 39,82               | 21.653         | 9,476        | 69,56    | 30,44  |
| Wycombe                | 46,23               | 38.872         | 16.965       | 69,62    | 30,38  |

#### South West England
| Region             | Wahlbeteiligung (%) | "Nein"-Stimmen | "Ja"-Stimmen | Nein (%) | Ja (%) |
| ------------------ | ------------------- | -------------- | ------------ | -------- | ------ |
| South West England | 44,61               | 1.225.305      | 564.541      | 68,46    | 31,54  |

Ergebnisse in Südwest-England:
50%−65% Nein
>65% Nein

Die Region South West England (Südwest-England) ist in 37 Districts unterteilt.
| District                     | Wahlbeteiligung (%) | "Nein"-Stimmen | "Ja"-Stimmen | Nein (%) | Ja (%) |
| ---------------------------- | ------------------- | -------------- | ------------ | -------- | ------ |
| Bath and North East Somerset | 48,94               | 40.471         | 25.042       | 61,78    | 38,22  |
| Bournemouth                  | 36,19               | 33.468         | 14.030       | 70,46    | 29,54  |
| Bristol                      | 41,68               | 69.878         | 56.433       | 55,32    | 44,68  |
| Cheltenham                   | 41,38               | 22.695         | 12.972       | 63,63    | 36,37  |
| Christchurch                 | 49,66               | 14.729         | 4.492        | 76,63    | 23,37  |
| Cornwall                     | 40,20               | 117.770        | 51.184       | 69,71    | 30,29  |
| Cotswold                     | 41,38               | 22.695         | 12.972       | 63,63    | 36,37  |
| East Devon                   | 50,07               | 36.605         | 14.778       | 71,24    | 28,76  |
| East Dorset                  | 49,33               | 26.688         | 8.020        | 76,89    | 23,11  |
| Exeter                       | 43,64               | 22.605         | 14.432       | 61,03    | 38,97  |
| Forest of Dean               | 45,72               | 20.758         | 8.727        | 70,40    | 29,60  |
| Gloucester                   | 39,69               | 24.730         | 9.964        | 71,28    | 28,72  |
| Scilly-Inseln                | 47,96               | 542            | 288          | 65,30    | 34,70  |
| Mendip                       | 49,87               | 27.162         | 14.419       | 65,32    | 34,68  |
| Mid Devon                    | 47,59               | 19.349         | 8.737        | 68,89    | 31,11  |
| North Dorset                 | 49,29               | 18.371         | 7.342        | 71,45    | 28,55  |
| North Devon                  | 49,29               | 18.371         | 7.342        | 71,45    | 28,55  |
| North Somerset               | 46,07               | 49.101         | 22.473       | 68,60    | 31,40  |
| Plymouth                     | 38,88               | 49.743         | 20.251       | 71,07    | 28,93  |
| Poole                        | 42,77               | 34.655         | 13.367       | 72,16    | 27,84  |
| Purbeck                      | 48,96               | 12.741         | 4.979        | 71,90    | 28,10  |
| Sedgemoor                    | 41,89               | 25.549         | 11.221       | 69,48    | 30,52  |
| South Gloucestershire        | 46,17               | 64.993         | 27.179       | 71,51    | 29,49  |
| South Hams                   | 51,23               | 23.241         | 11.343       | 67,20    | 32,80  |
| South Somerset               | 48,69               | 42.239         | 18.489       | 69,55    | 30,45  |
| Stroud                       | 48,99               | 28.376         | 15.154       | 65,19    | 34,81  |
| Swindon                      | 39,20               | 41.286         | 17.803       | 69,87    | 30,13  |
| Taunton Deane                | 46,92               | 26.339         | 12.380       | 68,03    | 31,97  |
| Teignbridge                  | 47,83               | 33.016         | 14.994       | 68,77    | 31,23  |
| Tewkesbury                   | 45,75               | 21.291         | 8.052        | 72,56    | 27,44  |
| Torbay                       | 41,52               | 30.428         | 12.156       | 71,45    | 28,55  |
| Torridge                     | 45,81               | 16.363         | 7.030        | 69,95    | 30,05  |
| West Dorset                  | 53,28               | 28.391         | 13.688       | 67,47    | 32,53  |
| West Devon                   | 51,03               | 14.805         | 6.713        | 68,80    | 31,20  |
| West Somerset                | 50,71               | 10.503         | 3.671        | 74,10    | 25,90  |
| Wiltshire                    | 43,30               | 14.961         | 7.048        | 67,98    | 32,02  |
| Weymouth and Portland        | 43,30               | 14.961         | 7.048        | 67,98    | 32,02  |

#### West Midlands
| Region        | Wahlbeteiligung (%) | "Nein"-Stimmen | "Ja"-Stimmen | Nein (%) | Ja (%) |
| ------------- | ------------------- | -------------- | ------------ | -------- | ------ |
| West Midlands | 39,82               | 1.157.772      | 461.847      | 71,48    | 28,52  |

Ergebnisse in den West Midlands:
50%−65% Nein
>65% Nein

Die Region West Midlands ist in 30 Districts unterteilt.
| District                | Wahlbeteiligung (%) | "Nein"-Stimmen | "Ja"-Stimmen | Nein (%) | Ja (%) |
| ----------------------- | ------------------- | -------------- | ------------ | -------- | ------ |
| Birmingham              | 36,58               | 170.749        | 94.835       | 64,29    | 35,708 |
| Bromsgrove              | 44,73               | 24.118         | 8.432        | 74,10    | 25,90  |
| Cannock Chase           | 33,06               | 19.151         | 5.621        | 77,31    | 22,69  |
| Coventry                | 37,77               | 56.037         | 27.629       | 66,98    | 33,02  |
| Dudley                  | 38,38               | 70.064         | 21.681       | 76,37    | 23,63  |
| East Staffordshire      | 43,83               | 27.155         | 9.129        | 74,84    | 25,16  |
| Herefordshire           | 46,24               | 44.448         | 18.665       | 70,43    | 29,57  |
| Lichfield               | 42,70               | 25.572         | 7.938        | 76,31    | 23,69  |
| Malvern Hills           | 47,76               | 19.617         | 8.368        | 70,10    | 29,90  |
| Newcastle-under-Lyme    | 36,18               | 25.644         | 9.473        | 73,02    | 26,98  |
| North Warwickshire      | 43,82               | 16.509         | 4.918        | 77,05    | 22,95  |
| Nuneaton and Bedworth   | 36,14               | 24.021         | 9.809        | 71,01    | 28,99  |
| Redditch                | 37,80               | 17.547         | 6.385        | 73,32    | 26,68  |
| Rugby                   | 45,02               | 23.574         | 8.733        | 72,97    | 27,03  |
| Sandwell                | 35,13               | 54.355         | 21.738       | 71,43    | 28,57  |
| Shropshire              | 42,15               | 68.732         | 27.221       | 71,63    | 28,37  |
| Solihull                | 41,25               | 50.298         | 1.577        | 76,12    | 23,88  |
| South Staffordshire     | 41,27               | 27.769         | 7.349        | 79,07    | 20,93  |
| Stafford                | 46,23               | 32.937         | 11.711       | 73,77    | 26,23  |
| Staffordshire Moorlands | 41,81               | 24.504         | 7.749        | 75,97    | 24,03  |
| Stoke-on-Trent          | 31,18               | 41.277         | 15.814       | 72,30    | 27,70  |
| Stratford-on-Avon       | 50,06               | 34.766         | 11.982       | 74,37    | 25,63  |
| Tamworth                | 36,97               | 16.449         | 4.829        | 77,31    | 22,69  |
| Telford and Wrekin      | 43,05               | 36.213         | 14.097       | 71,98    | 28,02  |
| Walsall                 | 37,87               | 52.641         | 18.437       | 74,06    | 25,94  |
| Warwick                 | 50,31               | 32.210         | 16.371       | 66,30    | 33,70  |
| Wolverhampton           | 38,29               | 46.507         | 18.352       | 71,70    | 28,30  |
| Worcester               | 40,73               | 20.083         | 9.525        | 67,83    | 32,17  |
| Wychavon                | 48,15               | 31.916         | 11.168       | 74,08    | 25,92  |
| Wyre Forest             | 36,88               | 22.909         | 8.110        | 73,85    | 26,15  |

#### Yorkshire and the Humber
| Region                   | Wahlbeteiligung (%) | "Nein"-Stimmen | "Ja"-Stimmen | Nein (%) | Ja (%) |
| ------------------------ | ------------------- | -------------- | ------------ | -------- | ------ |
| Yorkshire and the Humber | 39,9                | 1.042.178      | 474.532      | 68,71    | 31,29  |

Ergebnisse in Yorkshire and the Humber:
50%−65% Nein
>65% Nein

The Region Yorkshire and the Humber ist in 21 Districts unterteilt.
| District                 | Wahlbeteiligung (%) | "Nein"-Stimmen | "Ja"-Stimmen | Nein (%) | Ja (%) |
| ------------------------ | ------------------- | -------------- | ------------ | -------- | ------ |
| Barnsley                 | 35,81               | 46.335         | 15.868       | 74,49    | 25,51  |
| Bradford                 | 40,50               | 87.838         | 42.858       | 67,21    | 32,79  |
| Calderdale               | 41,12               | 41.175         | 18.494       | 69,01    | 30,99  |
| Craven                   | 46,84               | 14.527         | 6.091        | 70,46    | 29,54  |
| Doncaster                | 36,80               | 58.726         | 21.179       | 73,49    | 26,51  |
| East Riding of Yorkshire | 42,18               | 82.929         | 29.358       | 73,85    | 26,15  |
| Hambleton                | 46,10               | 20.991         | 11.281       | 65,04    | 34,96  |
| Harrogate                | 46,55               | 37.998         | 16.179       | 70,14    | 29,86  |
| Kingston upon Hull       | 31,91               | 39.554         | 17.475       | 69,36    | 30,64  |
| Kirklees                 | 42,46               | 85.395         | 42.270       | 66,89    | 33,11  |
| Leeds                    | 39,06               | 136.632        | 71.506       | 65,64    | 34,36  |
| North East Lincolnshire  | 34,23               | 29.484         | 9.549        | 75,54    | 24,46  |
| North Lincolnshire       | 39,57               | 36.031         | 12.542       | 74,18    | 25,82  |
| Richmondshire            | 46,94               | 12.002         | 4.088        | 74,59    | 25,41  |
| Rotherham                | 38,88               | 51.996         | 21.613       | 70,64    | 29,36  |
| Ryedale                  | 45,58               | 13.987         | 5.042        | 73,50    | 26,50  |
| Scarborough              | 39,86               | 23.440         | 10.148       | 69,79    | 30,21  |
| Selby                    | 44,15               | 20.907         | 7.094        | 74,67    | 25,33  |
| Sheffield                | 41,64               | 98.563         | 61.141       | 61,72    | 38,28  |
| Wakefield                | 35,50               | 62.531         | 25.766       | 70,81    | 29,19  |
| York                     | 44,28               | 41.137         | 24.980       | 62,22    | 37,78  |

### Ergebnisse in Nordirland
Nordirland zählte als ein einziger Wahlbezirk.

Ergebnisse in Nordirland:
50%−65% Nein

| Landesteil | Wahlbeteiligung (%) | "Nein"-Stimmen | "Ja"-Stimmen | Nein (%) | Ja (%) |
| ---------- | ------------------- | -------------- | ------------ | -------- | ------ |
| Nordirland | 55,79               | 372.706        | 289.088      | 56,32    | 43,68  |

### Ergebnisse in Schottland
Die 73 schottischen Wahlkreise zum Schottischen Parlament wurden als Zählbezirke verwendet. Von den 73 Wahlkreisen stimmten zwei für die Wahlrechtsreform.

Ergebnisse in Schottland:
Ja
50%−65% Nein
>65% Nein

| Landesteil | Wahlbeteiligung (%) | "Nein"-Stimmen | "Ja"-Stimmen | Nein (%) | Ja (%) |
| ---------- | ------------------- | -------------- | ------------ | -------- | ------ |
| Schottland | 50,74               | 1.249.375      | 713.813      | 63,64    | 36,36  |

| Schottischer Wahlkreis                     | Wahlbeteiligung (%) | "Nein"-Stimmen | "Ja"-Stimmen | Nein (%) | Ja (%) |
| ------------------------------------------ | ------------------- | -------------- | ------------ | -------- | ------ |
| Aberdeen Central                           | 45,35               | 13.838         | 10.385       | 57,13    | 42,87  |
| Aberdeen Donside                           | 47,71               | 17.265         | 9.048        | 65,61    | 34,39  |
| Aberdeen South and North Kincardine        | 52,37               | 17.945         | 9.818        | 64,64    | 35,36  |
| Aberdeenshire East                         | 52,68               | 19.538         | 10.359       | 65,35    | 34,65  |
| Aberdeenshire West                         | 53,37               | 18.119         | 10.131       | 64,14    | 35,86  |
| Airdrie and Shotts                         | 46,35               | 15.767         | 7.845        | 66,78    | 33,22  |
| Almond Valley                              | 51,44               | 18.871         | 11.458       | 62,22    | 37,78  |
| Angus North and Mearns                     | 47,79               | 16.739         | 7.877        | 68,00    | 32,00  |
| Angus South                                | 50,01               | 18.834         | 8.404        | 69,15    | 30,85  |
| Argyll and Bute                            | 53,73               | 16.580         | 9.526        | 63,51    | 36,49  |
| Ayr                                        | 54,32               | 22.821         | 10.202       | 69,11    | 30,89  |
| Banffshire and Buchan Coast                | 46,55               | 17.451         | 7.153        | 70,93    | 29,07  |
| Caithness, Sutherland and Ross             | 52,15               | 17.848         | 10.364       | 63,26    | 36,74  |
| Carrick, Cumnock and Doon Valley           | 48,13               | 20.100         | 8.384        | 70,57    | 29,43  |
| Clackmannanshire and Dunblane              | 55,57               | 17.077         | 9.993        | 63,08    | 36,92  |
| Clydebank and Milngavie                    | 53,72               | 17.409         | 10.730       | 61,87    | 38,13  |
| Clydesdale                                 | 52,50               | 19.605         | 10.109       | 65,98    | 34,02  |
| Coatbridge and Chryston                    | 45,31               | 14.905         | 8.122        | 64,73    | 35,27  |
| Cowdenbeath                                | 47,03               | 16.831         | 8.360        | 66,81    | 33,19  |
| Cumbernauld and Kilsyth                    | 52,14               | 16.024         | 8.857        | 64,40    | 35,60  |
| Cunninghame North                          | 52,31               | 19.299         | 9.935        | 66,02    | 33,98  |
| Cunninghame South                          | 43,03               | 14.679         | 7.173        | 67,17    | 32,83  |
| Dumbarton                                  | 53,49               | 18.624         | 9.685        | 65,79    | 34,21  |
| Dumfriesshire                              | 53,46               | 22.472         | 9.236        | 70,87    | 29,13  |
| Dunfermline                                | 52,59               | 18.869         | 10.069       | 65,20    | 34,80  |
| Dundee City East                           | 48,34               | 16.557         | 9.048        | 64,66    | 35,34  |
| Dundee City West                           | 46,19               | 15.097         | 8.930        | 62,83    | 37,17  |
| East Kilbride                              | 51,16               | 19.103         | 10.568       | 64,38    | 35,62  |
| East Lothian                               | 56,98               | 20.619         | 11.237       | 64,73    | 35,27  |
| Eastwood                                   | 63,02               | 20.768         | 10.914       | 65,55    | 34,45  |
| Edinburgh Central                          | 55,76               | 13.717         | 14.486       | 48,64    | 51,36  |
| Edinburgh Eastern                          | 55,54               | 17.953         | 12.110       | 59,72    | 40,28  |
| Edinburgh Northern and Leith               | 54,06               | 15.034         | 14.995       | 50,06    | 49,94  |
| Edinburgh Pentlands                        | 58,11               | 19.090         | 10.614       | 64,27    | 35,73  |
| Edinburgh Southern                         | 62,57               | 16.569         | 16.549       | 50,03    | 49,97  |
| Edinburgh Western                          | 59,90               | 20.689         | 12.421       | 62,49    | 37,51  |
| Ettrick, Roxburgh and Berwickshire         | 53,61               | 19.796         | 8.755        | 69,34    | 30,66  |
| Falkirk East                               | 49,88               | 19.037         | 8.871        | 68,21    | 31,79  |
| Falkirk West                               | 50,71               | 18.615         | 9.397        | 66,45    | 33,55  |
| Galloway and West Dumfries                 | 52,96               | 20.724         | 9.051        | 69,60    | 30,40  |
| Glasgow Anniesland                         | 43,43               | 13.891         | 9.819        | 58,59    | 41,41  |
| Glasgow Cathcart                           | 44,95               | 14.803         | 11.184       | 56,96    | 43,04  |
| Glasgow Kelvin                             | 40,49               | 9.875          | 14.083       | 41,22    | 58,78  |
| Glasgow Maryhill and Springburn            | 36,47               | 10.624         | 9.636        | 52,44    | 47,56  |
| Glasgow Pollok                             | 39,43               | 14.437         | 8.257        | 63,62    | 36,38  |
| Glasgow Provan                             | 34,95               | 11.365         | 7.616        | 59,88    | 40,12  |
| Glasgow Shettleston                        | 38,20               | 13.412         | 7.518        | 64,08    | 35,92  |
| Glasgow Southside                          | 43,29               | 11.114         | 10.972       | 50,32    | 49,68  |
| Greenock and Inverclyde                    | 49,57               | 18.403         | 9.521        | 65,90    | 34,10  |
| Hamilton, Larkhall and Stonehouse          | 45,15               | 14.963         | 10.181       | 59,51    | 40,49  |
| Inverness and Nairn                        | 53,21               | 20.415         | 11.653       | 63,66    | 36,34  |
| Kilmarnock and Irvine Valley               | 50,19               | 21.785         | 9.825        | 68,92    | 31,08  |
| Kirkcaldy                                  | 46,26               | 18.620         | 8.754        | 68,02    | 31,98  |
| Linlithgow                                 | 52,97               | 22.324         | 11.450       | 66,10    | 33,90  |
| Mid Fife and Glenrothes                    | 48,82               | 17.830         | 8.014        | 68,99    | 31,01  |
| Midlothian North and Musselburgh           | 51,42               | 19.203         | 10.220       | 65,27    | 34,73  |
| Midlothian South, Tweeddale and Lauderdale | 55,68               | 19.070         | 12.440       | 60,52    | 39,48  |
| Moray                                      | 51,14               | 18.212         | 9.991        | 64,57    | 35,43  |
| Motherwell and Wishaw                      | 45,51               | 16.028         | 8.154        | 66,28    | 33,72  |
| Na h-Eileanan an Iar                       | 59,76               | 8.735          | 4.117        | 67,97    | 32,03  |
| North East Fife                            | 51,08               | 17.441         | 11.670       | 59,91    | 40,09  |
| Orkney                                     | 49,27               | 4.829          | 3.187        | 60,24    | 39,76  |
| Paisley                                    | 49,83               | 16.505         | 8.788        | 65,26    | 34,74  |
| Perthshire North                           | 56,58               | 20.173         | 9.383        | 68,25    | 31,75  |
| Perthshire South and Kinross-shire         | 54,12               | 20.071         | 10.835       | 64,94    | 35,06  |
| Renfrewshire North and West                | 55,91               | 18.200         | 9.070        | 66,74    | 33,26  |
| Renfrewshire South                         | 53,48               | 17.808         | 8.880        | 66,73    | 33,27  |
| Rutherglen                                 | 46,76               | 17.407         | 9.495        | 64,71    | 35,29  |
| Shetland                                   | 53,70               | 5.079          | 4.121        | 55,21    | 44,79  |
| Skye, Lochaber and Badenoch                | 56,57               | 18.937         | 12.490       | 60,26    | 39,74  |
| Stirling                                   | 58,55               | 18.683         | 11.270       | 62,37    | 37,63  |
| Strathkelvin and Bearsden                  | 57,06               | 21.775         | 11.761       | 64,93    | 35,07  |
| Uddingston and Bellshill                   | 44,85               | 16.480         | 8.289        | 66,53    | 33,47  |

### Ergebnisse in Wales
Die 40 Wahlkreise der walisischen Nationalversammlung wurden als Zählbezirke verwendet. In allen Bezirken ergab sich eine Mehrheit für die Gegner der Wahlrechtsreform.

Ergebnisse in Wales:
50%−65% Nein
>65% Nein

| Landesteil | Wahlbeteiligung (%) | "Nein"-Stimmen | "Ja"-Stimmen | Nein (%) | Ja (%) |
| ---------- | ------------------- | -------------- | ------------ | -------- | ------ |
| Wales      | 41,74               | 616.307        | 325.349      | 65,45    | 34,55  |

| Assembly constituency                   | Wahlbeteiligung (%) | "Nein"-Stimmen | "Ja"-Stimmen | Nein (%) | Ja (%) |
| --------------------------------------- | ------------------- | -------------- | ------------ | -------- | ------ |
| Aberavon                                | 36,96               | 11.951         | 6.626        | 64,33    | 35,67  |
| Aberconwy                               | 45,43               | 13.888         | 6.248        | 68,97    | 31,03  |
| Alyn and Deeside                        | 37,20               | 15.811         | 6.893        | 69,64    | 30,36  |
| Arfon                                   | 43,20               | 9.889          | 7.674        | 56,31    | 43,69  |
| Blaenau Gwent                           | 37,77               | 13.364         | 6.521        | 67,21    | 32,79  |
| Brecon and Radnorshire                  | 52,83               | 17.806         | 10.348       | 63,25    | 36,75  |
| Bridgend                                | 40,91               | 16.066         | 7.732        | 67,51    | 32,49  |
| Caerphilly                              | 41,10               | 16.519         | 8.768        | 65,33    | 34,67  |
| Cardiff Central                         | 37,67               | 12.656         | 10.641       | 54,32    | 45,68  |
| Cardiff North                           | 51,55               | 22.128         | 11.952       | 64,93    | 35,07  |
| Cardiff South and Penarth               | 37,23               | 16.597         | 10.562       | 61,11    | 38,89  |
| Cardiff West                            | 43,49               | 16.074         | 11.278       | 58,77    | 41,23  |
| Carmarthen East and Dinefwr             | 51,57               | 18.243         | 9.447        | 65,88    | 34,12  |
| Carmarthen West and South Pembrokeshire | 48,03               | 19.197         | 8.632        | 68,98    | 31,02  |
| Ceredigion                              | 51,71               | 17.253         | 11.500       | 60,00    | 40,00  |
| Clwyd South                             | 37,26               | 13.329         | 6.606        | 66,86    | 33,14  |
| Clwyd West                              | 43,40               | 17.371         | 7.524        | 69,78    | 30,22  |
| Cynon Valley                            | 35,76               | 11.661         | 6.820        | 63,10    | 36,90  |
| Delyn                                   | 43,50               | 16.043         | 7.138        | 69,21    | 30,79  |
| Dwyfor Meirionnydd                      | 46,81               | 13.268         | 7.425        | 64,12    | 35,88  |
| Gower                                   | 43,38               | 17.394         | 9.251        | 65,28    | 34,72  |
| Islwyn                                  | 37,80               | 14.068         | 6.618        | 68,01    | 31,99  |
| Llanelli                                | 44,26               | 17.033         | 8.643        | 66,34    | 33,66  |
| Merthyr Tydfil and Rhymney              | 35,11               | 12.208         | 6.876        | 63,97    | 36,03  |
| Monmouth                                | 46,60               | 20.855         | 9.225        | 69,33    | 30,67  |
| Montgomeryshire                         | 47,40               | 14.750         | 8.154        | 64,40    | 35,60  |
| Neath                                   | 41,57               | 15.401         | 8.303        | 64,97    | 35,03  |
| Newport East                            | 35,67               | 13.112         | 6.277        | 67,63    | 32,37  |
| Newport West                            | 36,86               | 15.643         | 7.293        | 68,20    | 31,80  |
| Ogmore                                  | 36,58               | 13.192         | 6.923        | 65,58    | 34,42  |
| Pontypridd                              | 38,87               | 14.691         | 8.417        | 63,58    | 36,42  |
| Preseli Pembrokeshire                   | 47,14               | 18.392         | 8.651        | 68,01    | 31,99  |
| Rhondda                                 | 37,63               | 12.356         | 7.194        | 63,54    | 36,46  |
| Swansea East                            | 31,37               | 12.146         | 6.578        | 64,87    | 35,13  |
| Swansea West                            | 35,34               | 13.308         | 8.355        | 61,43    | 38,57  |
| Torfaen                                 | 36,44               | 14.724         | 7.398        | 66,56    | 33,44  |
| Vale of Clwyd                           | 40,87               | 15.767         | 7.080        | 69,01    | 30,99  |
| Vale of Glamorgan                       | 46,91               | 22.862         | 10.287       | 68,97    | 31,03  |
| Wrexham                                 | 36,09               | 12.603         | 5.957        | 67,90    | 32,10  |
| Ynys Môn                                | 48,72               | 16.448         | 7.534        | 68,58    | 31,42  |